# Comunitat Wikipedia
La comunitat Wikipedia (o Viquipèdia en català) és format pels col·laboradors de l'enciclopèdia en línia Wikipedia. Els col·laboradors individuals són coneguts com a viquipedistes. L'Oxford English Dictionary va incloure la paraula wikipedian l'agost del 2012.
La immensa majoria de viquipedistes són voluntaris. Amb la creixent maduresa i visibilitat de la Viquipèdia han emergit altres categories de viquipedistes, com el viquipedista resident i estudiants amb activitats formatives relacionades amb l'edició a la Viquipèdia.

## Estadístiques

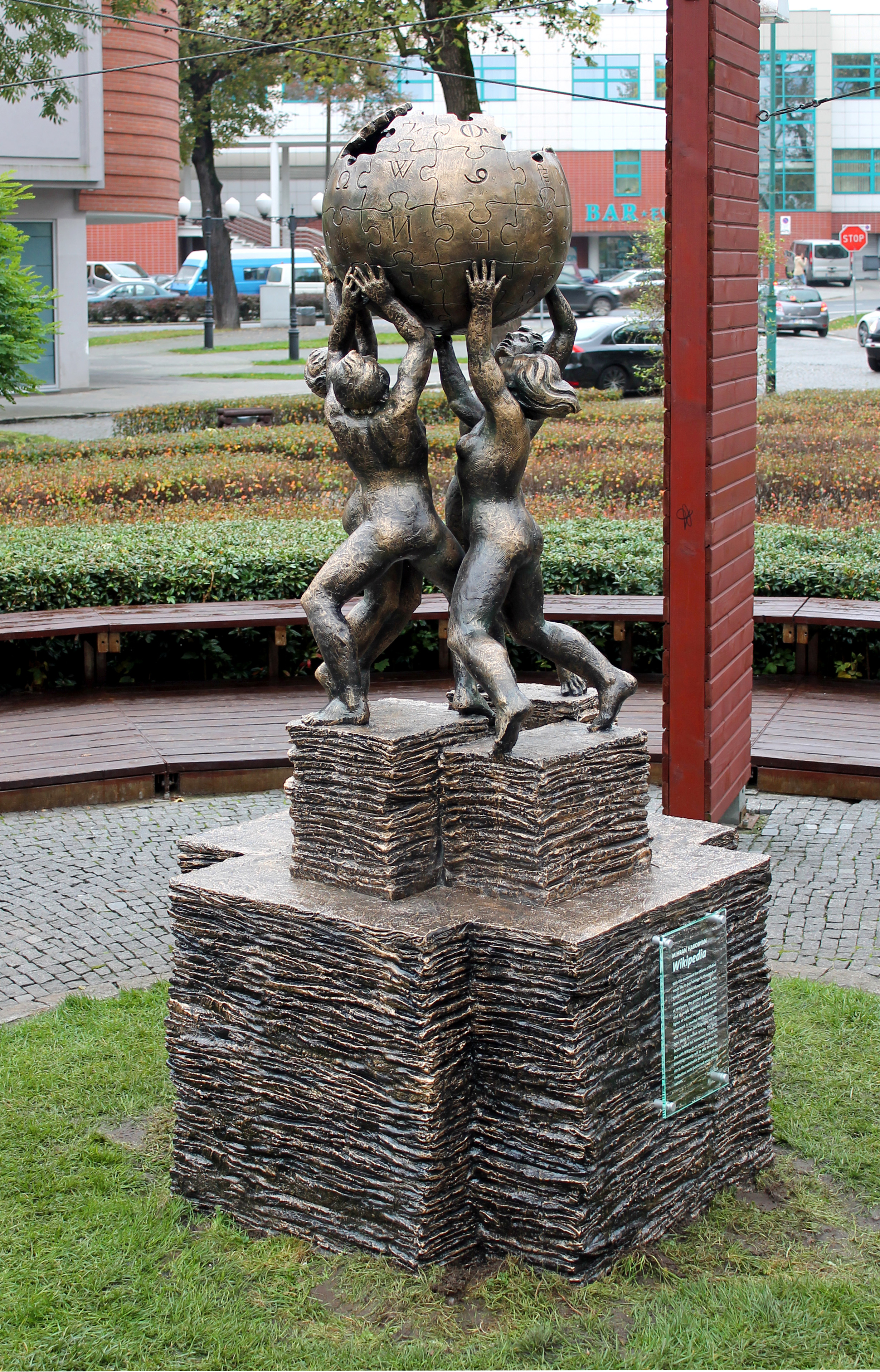
El Monument a la Viquipèdia a Słubice, Polònia. La inscripció (part) diu: "Amb aquest monument els ciutadans de Słubice volen retre homenatge a milers d'editors anònims de tot el món, que han contribuït per voluntat pròpia a la creació de la Viquipèdia, el projecte més gran cocreat per persones més enllà de les fronteres polítiques, religioses o culturals."

Els estudis de la grandària de la comunitat viquipedista mostren un creixement exponencial del nombre de col·laboradors durant els primers anys. L'abril de 2008, l'escriptor i conferenciant Clay Shirky i el científic informàtic Martin Wattenberg van calcular l'esforç total per crear la Viquipèdia en més o menys uns cent milions d'hores-home. El novembre de 2011, hi havia aproximadament 31,7 milions d'usuaris registrats entre totes les llengües en que s'edita, dels quals al voltant 270.000 comptes eren actius mensualment. El recompte d'articles totals en la Viquipèdia anglesa és de 5.004.610. Hi ha 26.661.583 editors registrats a la Viquipèdia anglesa, 128.757 dels quals són actius en aquesta edició. Els editors que fan més d'una edició al mes es consideren actius. Els editors de la Viquipèdia continuen augmentant el nombre i longitud dels articles. De mitjana, els editors actius dediquen com a mínim una hora al dia a editar, i un 20% hi dediquen més de tres hores diàries.

## Motivació

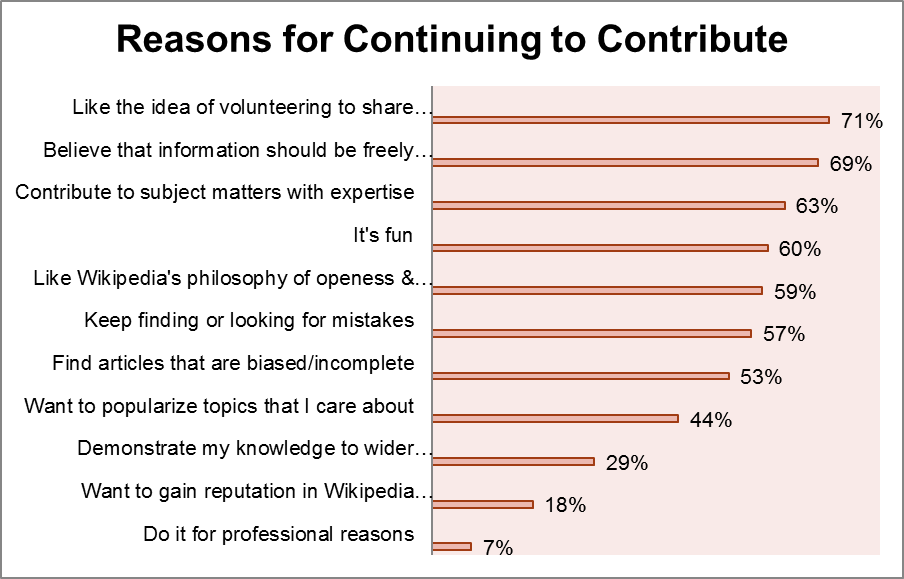
Dades d'una enquesta a editors d'abril de 2011 que mostra les principals raons per continuar contribuint

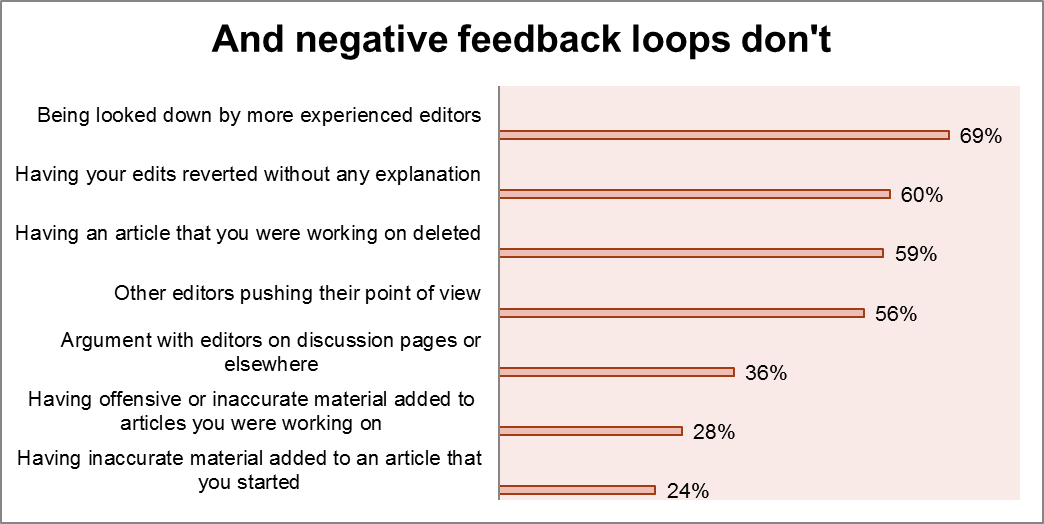
Dades d'una enquesta a editors d'abril de 2011 que mostra les principals raons per odiar la participació

S'han fet diversos estudis sobre les motivacions dels col·laboradors de la Wikipedia. En un estudi de 2003 sobre la comunitat feta per l'economista Andrea Ciffolilli, aquest argumentava que el baix cost de transacció de participar en desenvolupaments de programari wiki crea un catalitzador per a un desenvolupament col·laboratiu, i que una "construcció creativa" anima a la participació. Un estudi escrit per Andrea Forte i Amy Bruckman el 2005, anomenat "Per què les persones editen a la Wikipedia? Incentius per contribuir a publicar continguts oberts", descrivia les possibles motivacions dels col·laboradors de la Wikipedia. Va aplicar el concepte del cicle de crèdit de Latour i Woolgar per avaluar les motivacions dels col·laboradors de la Wikipedia, suggerint que la raó principal per participar és per obtenir reconeixement dins la comunitat.
El 2007, Oded Nov va relacionar les motivacions dels voluntaris en general a les motivacions de persones que contribueixen a la viquipèdia. Nov va fer una enquesta sobre les sis motivacions dels voluntaris, identificades en un treball anterior, que són:
- Valors – expressar valors per fer amb altruisme i ajudant altres
- Social – col·laborar amb amics, participar en activitats vistes com a favorables pels altres
- Coneixements – expandir coneixement a través d'activitats
- Currículum – obtenir experiència de feina i habilitats
- Protector – com per exemple reduir el sentiment de culpabilitat per un privilegi personal
- Reconeixement – rebre reconeixement davant els altres

S'hi va afegir dues motivacions més:
- Ideologia – suportar la creença que el coneixement hauria de ser lliure
- Diversió – gaudir de l'activitat

L'enquesta trobava que els motius més valorats eren diversió, ideologia, i valors, mentre que el menys freqüents eren currículum, social, i protector.
Un estudi de 2014, fet per Cheng-Yu Lai & Heng-Li Yang, va explorar les raons per què les persones continuen editant a la viquipèdia. L'estudi va enquestar uns 280 autors de la versió anglesa en línia. Els resultats indicaven i van confirmar que el valor subjectiu de la feina, el compromís, i la justícia processal
 donaven satisfacció als wikipedistes i motivaven per continuar editant.

## Mitjans de comunicació
Hi ha hagut moltes notícies a revistes i diaris sobre la comunitat. Des del 10 de gener de 2005 s'ha publicat setmanalment  The Signpost, un butlletí de notícies en línia.
El dibuixant professional Greg Williams va crear un webcomic anomenat "WikiWorld" que va aparèixer a The Signpost, des de 2006 a 2008. També va existir un podcast setmanal anomenat Wikipedia Weekly , actiu de 2006 a 2009; mentre que una sèrie de conferències en vídeo anomenades "No és Wikipedia Weekly" va funcionar de 2008 a 2009. Alguns temes específics de la comunitat wikipedista anomenats "WikiProjectes" han tingut també difusió en butlletins i comunicats.

## Socialització
La Fundació Wikimedia organitza trobades de la comunitat Wikipedia. Són organitzades per conèixer els membres de la comunitat, de vegades són de petit format i informals, d'altres són més nombroses i formals.

### Wikimania

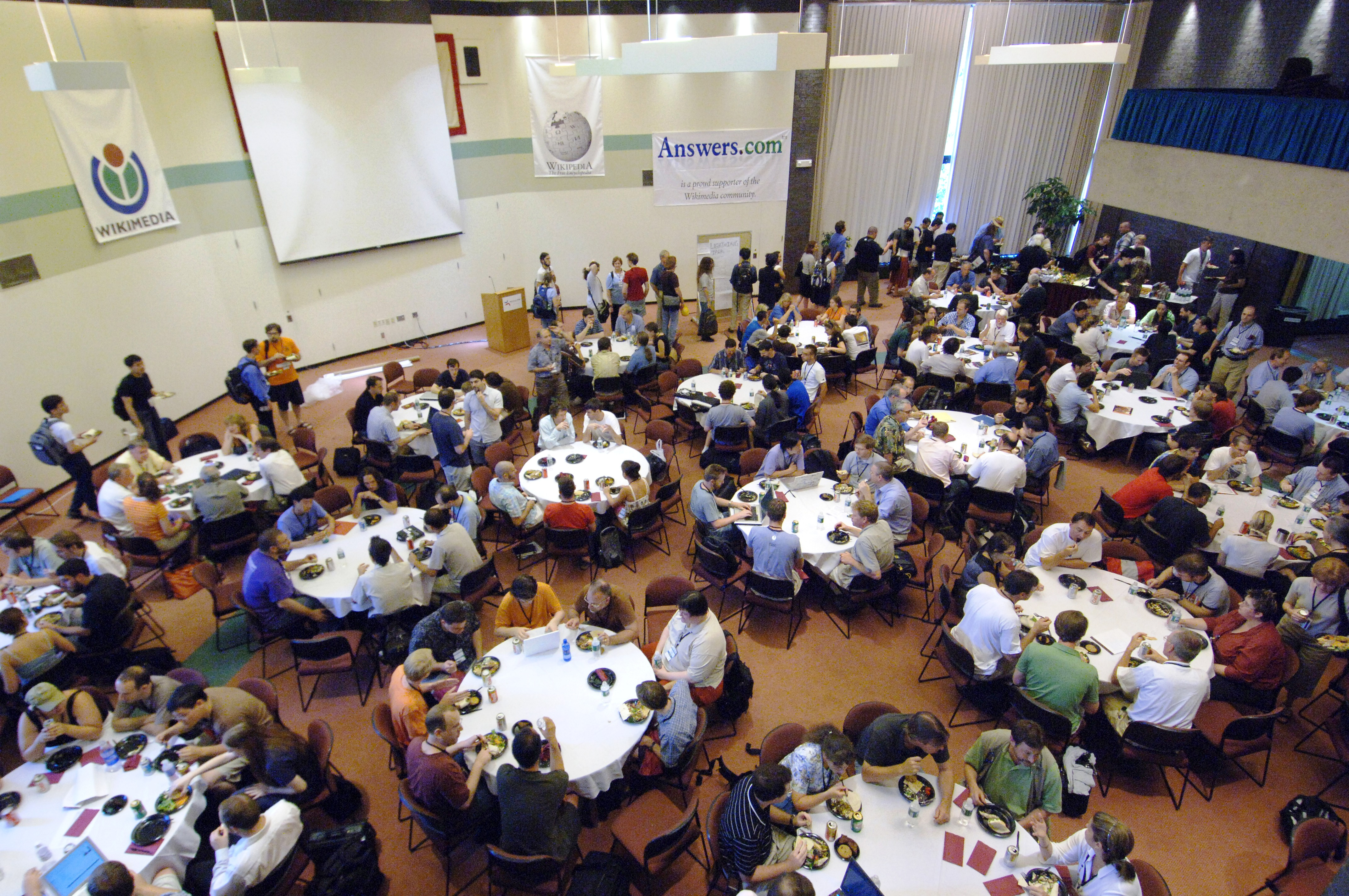
Wikimania, és una conferència anual per a usuaris de Wikipedia i altres projectes organitzada per la Fundació Wikimedia

Wikimania és una conferència internacional anual per a usuaris dels projectes wiki, com Wikipedia i altres projectes germans, organitzada per la Fundació Wikimedia. Els temes de presentacions i discussions inclouen tots els projectes de la Fundació Wikimedia, altre wikis, programari de codi obert, coneixement lliure i contingut lliure, i els diferents aspectes socials i tècnics que relacionen a aquests temes.

## Reconeixement
A Słubice, Polònia es va aixecar un monument a la Viquipèdia el 2014 en honor dels viquipedistes.

El 2015 se li va atorgar el Premi Erasmus a la comunitat Wikipedia per 
| «                                | Promoure la disseminació de coneixement a través d'una enciclopèdia comprensible i universalment accessible. Per aconseguir que, els creadors de la Wikipedia han dissenyat una nova plataforma democràtica i eficaç. El premi concretament reconeix Wikipedia com a comunitat — un projecte compartit que implica desenes de milers de voluntaris al voltant del món. | » |
| — Praemium Erasmianum Foundation | |   |